# Уэлфорд, Дельфия
Дельфия Уэлфорд (англ. Delphia Welford; 9 сентября 1875 — 14 ноября 1992) — американская долгожительница, возраст которой подтверждён Группой геронтологических исследований (GRG) и Группой LongeviQuest (LQ). Она является 2-м старейшим долгожителем в США, после Сары Носс. На момент смерти являлась 2-м старейшим долгожителем в мире, уступая только Жанне Кальман. Умерла в возрасте 117 лет 66 дней.

## Биография
Дельфия Уэлфорд родилась 9 сентября 1875 года в Околоне, штат Миссисипи, США. Хотя сама Дельфия утверждала, что родилась 9 сентября 1881 года, но исследование, проведенное Исследовательской группой геронтологии (GRG) в период с 2016 по 2023 год, показало, что на самом деле она родилась в 1875 году.
Её родителями были Ричард и Хедди Уэлфорд. Когда Дельфия была ещё ребёнком, её семья переехала в Гумбольдт, округ Гибсон, Теннесси.
Единственный сын Дельфии, Лео Матис Уэлфорд, родился в конце 1890-х годов. Дельфия Уэлфорд так и не вышла замуж и провела остаток своей жизни в Гумбольдте. Она была домохозяйкой и членом церкви Lane Chapel CME.
Дельфия Уэлфорд умерла 14 ноября 1992 года в Гумбольдте, штат Теннесси, США, в возрасте 117 лет 66 дней. Спустя 31 год после её смерти, в 2023 году, GRG удалось подтвердить её истинный возраст: на тот момент она входила в десятку старейших долгожителей в истории, а на момент смерти являлась старейшим жителем США и была 2-м старейшим живым долгожителем в мире.

## Рекорды долгожителя
- Старейший человек в истории, который никогда не был старейшим живущим человеком.